# It Ain't Hay
It Ain't Hay este un film de comedie american din 1943. În rolurile principale joacă actorii Abbott și Costello.

## Distribuție
- Bud Abbott ca Grover Mockridge
- Lou Costello ca Wilbur Hoolihan
- Grace McDonald ca Kitty McClain
- Cecil Kellaway ca King O'Hara
- Eugene Pallette ca Gregory Warner
- Pasty O'Connor ca Peggy / Princes O'Hara
- Leighton Noble ca Pvt. Joe Collins
- Shemp Howard ca Umbrella Sam
- Samuel S. Hinds ca Col. Brainard
- Eddie Quillan ca Harry the Horse
- Richard Lane ca Slicker
- Andrew Tombes ca Big-Heatred Charile
- Wade Boteler ca Reilly
- Selmer Jackson ca Grant